# Dan Alon
Dan Alon (28 de março de 1945 - 31 de janeiro de 2018) foi um esgrimista israelense. Ele competiu no evento individual de florete nos Jogos Olímpicos de Verão de 1972, aos 27 anos de idade. Ele ficou em quarto lugar na primeira rodada com três vitórias (derrotando John Bouchier-Hayes da Irlanda, Arcangelo Pinelli da Itália e Klaus Reichert da Alemanha Ocidental) e duas derrotas e avançou para a segunda rodada. Lá, ele ficou em quinto lugar com duas vitórias (derrotando Omar Vergara da Argentina e František Koukal da Tchecoslováquia) e três derrotas, e foi eliminado.
Ele estava entre os seis membros da equipe israelense que evitaram ser capturados por terroristas no massacre de Munique. Ele e quatro colegas de equipe estavam no apartamento 2 do prédio na Connollystraße 31, e enquanto os terroristas capturavam os residentes israelenses nos apartamentos 1 e 3 próximos, eles passaram por este apartamento, presumivelmente levado a crer por um dos israelenses sequestrados que este apartamento era não ocupada por israelenses. Todos os cinco residentes do apartamento 2 conseguiram sair do prédio pelo jardim e fugir em segurança.
Em 2012, Alon lançou um livro intitulado Munich Memoir, com coautoria de Carla Stockton, contando suas experiências nas Olimpíadas de Munique de 1972 e o impacto em sua vida.
Alon morreu de câncer em 31 de janeiro de 2018 aos 72 anos.